# نيت هاوسر
نيت هاوسر (بالإنجليزية: Nate Houser)‏ هو لاعب كرة قدم ومدرب كرة قدم أمريكي، ولد في 8 أكتوبر 1972 في باواي في الولايات المتحدة. لعب مع فيرجينيا بيتش مارينرز.